# Entropía libre
La entropía libre es un potencial termodinámico entrópico análogo a la energía libre. También se le conoce como potenciales (o funciones) de Massieu, Planck, o Massieu–Planck. En mecánica estadística, las entropías libres frecuentemente aparecen como el logaritmo de una función de partición. La relación de reciprocidad de Onsager en particular, está desarrollada en términos de potenciales entrópicos. En matemáticas, la entropía libre significa algo bastante diferente:  es una generalización  de la entropía definida en el tema de probabilidad libre.
La entropía libre es generada por una transformada de Legendre de la entropía. Los diferentes potenciales corresponden a restricciones diferentes al cual el sistema puede ser sometido.

## Ejemplos
Los ejemplos más comunes son:
| Nombre                                             | Función                                                                                       | Función Alt.                     | Variables naturales                                            |
| Entropía                                           | {\displaystyle S={\frac {1}{T}}U+{\frac {P}{T}}V-\sum _{i=1}^{s}{\frac {\mu _{i}}{T}}N_{i}\,} |                                  | {\displaystyle ~~~~~U,V,\{N_{i}\}\,}                           |
| Potencial de Massieu \ Entropía libre de Helmholtz | {\displaystyle \Phi =S-{\frac {1}{T}}U}                                                       | {\displaystyle =-{\frac {A}{T}}} | {\displaystyle ~~~~~{\frac {1}{T}},V,\{N_{i}\}\,}              |
| Potencial de Planck \ Entropía libre de Gibbs      | {\displaystyle \Xi =\Phi -{\frac {P}{T}}V}                                                    | {\displaystyle =-{\frac {G}{T}}} | {\displaystyle ~~~~~{\frac {1}{T}},{\frac {P}{T}},\{N_{i}\}\,} |

donde
|  | :{\displaystyle S} es entropía {\displaystyle \Phi } es el potencial de Massieu {\displaystyle \Xi } es el potencial de Planck {\displaystyle U} es energía interna | {\displaystyle T} es temperatura {\displaystyle P} es presión {\displaystyle V} es volumen {\displaystyle A} es energía libre de Helmholtz | :{\displaystyle G} es energía libre de Gibbs {\displaystyle N_{i}} es el número de partículas (o número de moles) que conforman el i-ésimo compuesto químico {\displaystyle \mu _{i}} es el potencial químico del i-ésimo compuesto químico {\displaystyle s} es el número total de compuestos {\displaystyle i} es el {\displaystyle i}ésimo componente. |

Observe que el uso de los términos "Massieu" y "Planck" para potenciales de Massieu-Planck explítos son un tanto ambiguos. En lo particular el "potencial de Planck" tiene significados alternativos. La notación más estándar para un potencial entrópico es {\displaystyle \psi }, utilizado por ambos Planck y Schrödinger. (Note que Gibbs utilizó {\displaystyle \psi } para denotar la energía libre.) Las entropías libres fueron inventadas por el ingeniero francés Francois Massieu en 1869, y en realidad es anterior a la energía libre de Gibbs (1875).

## Dependencia de los potenciales en las variables naturales

### Entropía
{\displaystyle S=S(U,V,\{N_{i}\})}
Por la definición de un diferencial total,
{\displaystyle dS={\frac {\partial S}{\partial U}}dU+{\frac {\partial S}{\partial V}}dV+\sum _{i=1}^{s}{\frac {\partial S}{\partial N_{i}}}dN_{i}}.
De las ecuaciones de estado,
{\displaystyle dS={\frac {1}{T}}dU+{\frac {P}{T}}dV+\sum _{i=1}^{s}(-{\frac {\mu _{i}}{T}})dN_{i}}.
En los diferenciales de la ecuación anterior todas son variables extensivas, por lo que pueden integrarse para obtener
{\displaystyle S={\frac {U}{T}}+{\frac {PV}{T}}+\sum _{i=1}^{s}(-{\frac {\mu _{i}N}{T}})}.

### Potencial de Massieu / entropía libre de Helmholtz
{\displaystyle \Phi =S-{\frac {U}{T}}}
{\displaystyle \Phi ={\frac {U}{T}}+{\frac {PV}{T}}+\sum _{i=1}^{s}(-{\frac {\mu _{i}N}{T}})-{\frac {U}{T}}}
{\displaystyle \Phi ={\frac {PV}{T}}+\sum _{i=1}^{s}(-{\frac {\mu _{i}N}{T}})}
Comenzando de nuevo por la definición de {\displaystyle \Phi }y tomando el diferencial total, obtenemos por medio de una transformación de Legendre (y la regla de la cadena)
{\displaystyle d\Phi =dS-{\frac {1}{T}}dU-Ud{\frac {1}{T}}},
{\displaystyle d\Phi ={\frac {1}{T}}dU+{\frac {P}{T}}dV+\sum _{i=1}^{s}(-{\frac {\mu _{i}}{T}})dN_{i}-{\frac {1}{T}}dU-Ud{\frac {1}{T}}},
{\displaystyle d\Phi =-Ud{\frac {1}{T}}+{\frac {P}{T}}dV+\sum _{i=1}^{s}(-{\frac {\mu _{i}}{T}})dN_{i}}.
En los diferenciales anteriores no todas son variables extensivas, por lo que la ecuación no puede no ser directamente integrada. Observamos que desde {\displaystyle d\Phi }
{\displaystyle \Phi =\Phi ({\frac {1}{T}},V,\{N_{i}\})}.
Si las variables recíprocas no son deseadas,: 222 
{\displaystyle d\Phi =dS-{\frac {TdU-UdT}{T^{2}}}},
{\displaystyle d\Phi =dS-{\frac {1}{T}}dU+{\frac {U}{T^{2}}}dT},
{\displaystyle d\Phi ={\frac {1}{T}}dU+{\frac {P}{T}}dV+\sum _{i=1}^{s}(-{\frac {\mu _{i}}{T}})dN_{i}-{\frac {1}{T}}dU+{\frac {U}{T^{2}}}dT},
{\displaystyle d\Phi ={\frac {U}{T^{2}}}dT+{\frac {P}{T}}dV+\sum _{i=1}^{s}(-{\frac {\mu _{i}}{T}})dN_{i}},
{\displaystyle \Phi =\Phi (T,V,\{N_{i}\})}.

### Potencial de Planck / entropía libre de Gibbs
{\displaystyle \Xi =\Phi -{\frac {PV}{T}}}
{\displaystyle \Xi ={\frac {PV}{T}}+\sum _{i=1}^{s}(-{\frac {\mu _{i}N}{T}})-{\frac {PV}{T}}}
{\displaystyle \Xi =\sum _{i=1}^{s}(-{\frac {\mu _{i}N}{T}})}
Comenzando de nuevo por la definición de {\displaystyle \Xi }y tomando el diferencial total, obtenemos por medio de una transformación de Legendre (y la regla de la cadena)
{\displaystyle d\Xi =d\Phi -{\frac {P}{T}}dV-Vd{\frac {P}{T}}}
{\displaystyle d\Xi =-Ud{\frac {2}{T}}+{\frac {P}{T}}dV+\sum _{i=1}^{s}(-{\frac {\mu _{i}}{T}})dN_{i}-{\frac {P}{T}}dV-Vd{\frac {P}{T}}}
{\displaystyle d\Xi =-Ud{\frac {1}{T}}-Vd{\frac {P}{T}}+\sum _{i=1}^{s}(-{\frac {\mu _{i}}{T}})dN_{i}}.
En los diferenciales anteriores no todas son variables extensivas, por lo que la ecuación no puede no ser directamente integrada. Observamos que desde {\displaystyle d\Xi }
{\displaystyle \Xi =\Xi ({\frac {1}{T}},{\frac {P}{T}},\{N_{i}\})}.
Si las variables recíprocas no son deseadas,: 222 
{\displaystyle d\Xi =d\Phi -{\frac {T(PdV+VdP)-PVdT}{T^{2}}}},
{\displaystyle d\Xi =d\Phi -{\frac {P}{T}}dV-{\frac {V}{T}}dP+{\frac {PV}{T^{2}}}dT},
{\displaystyle d\Xi ={\frac {U}{T^{2}}}dT+{\frac {P}{T}}dV+\sum _{i=1}^{s}(-{\frac {\mu _{i}}{T}})dN_{i}-{\frac {P}{T}}dV-{\frac {V}{T}}dP+{\frac {PV}{T^{2}}}dT},
{\displaystyle d\Xi ={\frac {U+PV}{T^{2}}}dT-{\frac {V}{T}}dP+\sum _{i=1}^{s}(-{\frac {\mu _{i}}{T}})dN_{i}},
{\displaystyle \Xi =\Xi (T,P,\{N_{i}\})}.